# Případ Karavan
Jednalo se o akci Státní bezpečnosti nazývanou také Delta. Na hraničním přechodu Dolní Dvořiště byl 27. dubna 1981 ve 22:30 hodin zadržen francouzský karavan, který řídili dva mladí Francouzi, advokát Eric Gilles Thonon a studentka práv Françoise Anis. Ve skrýších v karavanu bylo nalezeno čtyři sta kilogramů tiskovin i technologická zařízení. Následovalo velké zatýkání. Akce vedla k přerušení pašování samizdatů. Dne 16. května 1981 vyšel v Rudém právu článek "Diverzní činnost proti ČSSR".